# Provence-klassen (panserskibe)
De 10 franske panserskibe af Provence-klassen blev bestilt den 16. november 1860 og var et resultat af Napoleon 3.'s satsning på at overgå Storbritannien og indtage pladsen som den vigtigste sømagt. Den samlede franske plan omfattede 30 panserskibe og 11 pansrede flådebatterier, og ved bestillingen af Provence-klassen var der i alt bestilt og igangsat 16 panserskibe (De seks andre var tre La Gloire-klasse, Couronne, og de to af Magenta-klassen). På bestillingstidspunktet havde Storbritannien kun fire panserskibe under bygning, og havde planer om yderligere fire, så det så ud til, at de franske ambitioner ville blive opfyldt. Da det gik op for briterne, hvor omfattende de franske planer egentlig var, medførte det en del opstandelse. Der var stadig adskillige linjeskibe under bygning, og først i august 1861 indså Royal Navy, at de var ved at blive sejlet agterud. Al bygning af linjeskibe blev indstillet, og panserskibsprogrammet blev øget fra fire til 15.

## Skibene
| Navn         | Byggested | Påbegyndt  | Søsat      | Færdig       | Udgået |
| ------------ | --------- | ---------- | ---------- | ------------ | ------ |
| Provence     | Toulon    | Marts 1861 | 29.10.1863 | 1.2.1865     | 1884   |
| Flandre      | Cherbourg | 21.1.1861  | 12.6.1864  | Maj 1865     | 1886   |
| Gauloise     | Brest     | 21.1.1861  | 26.4.1865  | 12.4.1867    | 1883   |
| Guyenne      | Rochefort | Marts 1861 | 6.9.1865   | 15.4.1866    | 1882   |
| Magnanime    | Brest     | 27.2.1861  | 19.8.1864  | 1.11.1865    | 1882   |
| Revanche     | Toulon    | Marts 1861 | 28.12.1865 | 1.5.1867     | 1893   |
| Savoie       | Toulon    | Marts 1861 | 29.9.1863  | 25.3.1865    | 1888   |
| Surveillante | Lorient   | 28.1.1861  | 18.8.1864  | 21.10.1867   | 1890   |
| Valeureuse   | Brest     | 23.5.1861  | 18.8.1864  | Februar 1867 | 1886   |
| Heroine      | Lorient   | 10.6.1861  | 10.12.1863 | Juli 1865    | 1894   |

Det sidste skib i klassen, Heroine, var bygget af jern, og fik af den grund lidt længere tjenestetid end de øvrige. Resten af klassen havde trækonstruktion. Alle skibene havde 150 mm jernpanser, og var dermed de hidtil bedst pansrede franske krigsskibe. Klassen ses også omtalt som "classe Flandre" eller med en undergruppe som "classe Gauloise".

## Tjeneste
Flandre og Heroine havde samme artilleri som Provence, mens de øvrige fra begyndelsen havde 4 styk 24 cm og 10 styk 19,4 cm kanoner. Omkring 1868 blev artilleriet standardiseret som vist for Provence. Der var en smule variation i skibenes størrelse og maskinkraft. De hurtigste kunne præstere op til 14 knob.